# Águas de Março
Águas de Março (dt. Wasser des März; engl. Waters of March) ist eine Bossa Nova. Text und Melodie stammen von Antônio Carlos Jobim.

## Hintergrund
Jobim schrieb 1972 einen brasilianisch-portugiesischen und einen inhaltlich abweichenden englischen Liedtext für dieselbe Melodie. In der portugiesischen Version für Brasilien bedeutet März Herbst, Regensturm und Ende („É o fundo do poço, é o fim do caminho, no rosto o desgosto, é um pouco sozinho“), in der englischen jedoch den Frühling auf der Nordhalbkugel („And the riverbank talks / of the waters of March, it’s the promise of life / in your heart in your heart“).
Beide Liedtexte sind zugleich bedeutende Gedichte.
Nach einer Umfrage der brasilianischen Zeitung Folha de São Paulo von 2001 wurde Águas de Março als bestes brasilianisches Lied aller Zeiten von mehr als 200 brasilianischen Journalisten, Musikern und Künstlern gewählt.
Der Liedtext erzählt keine Geschichte, sondern zeigt eine Folge von Bildern als Collage; fast jeder Satz fängt an mit „É …“ („Es ist …“), Impression reiht sich an Impression.
In beiden Versionen ist „es“ ein Stock, ein Stein, eine Glasscherbe, ein Kratzer, ein Felsen usf. In der englischen Version fehlen die Hinweise auf spezifisch brasilianische Bäume und den dortigen Schnaps („É a garrafa de cana“).
Beide Versionen sprechen vom Wasser als „Versprechen des Lebens“ als positive Vision. Die Inspiration zu Águas de Março kommt vom regenreichsten Monat in Rio de Janeiro mit seinen plötzlichen Stürmen mit schweren Regenfällen und Überschwemmungen.
Der Text und die Musik spielen impressionistisch auf Regenbäche an, die den Rinnstein hinablaufen und Dinge wie die erwähnten Stöcke, Steine, Glasscherben mit sich reißen.
Das Lied wurde von Coca-Cola für eine Fernsehwerbung Mitte der 1980er Jahre verwendet.
Charles A. Perrone, ein Sachverständiger für die Música Popular Brasileira (MPB), schrieb in seiner Doktorarbeit über dieses Lied, von der eine gekürzte Fassung in dem brasilianischen Magazin Letras e Letras da MPB (1988) erschien. Er verwies auf Quellen wie den folkloristischen Samba-de-Matuto und das klassische Gedicht in der vormodernen brasilianischen Literatur.

## Aufnahmen
- Als beste, jedoch nicht erste Aufnahme, gilt das Duett von Jobim und Elis Regina, vom Album Elis & Tom.
- João Gilbertos Aufnahme auf dem 1973 erschienenen Album João Gilberto ist bekannt für die merkliche Abweichung vom Original in Rhythmus und Takt.
- David Byrne und Marisa Monte nahmen das Lied für den Sampler Red Hot + Rio auf.
- Susannah McCorkle nahm eine zweisprachige Version für das Album From Bessie to Brazil auf.
- Oscar Castro-Neves nahm eine englische Version auf.
- Art Garfunkel nahm das Lied für das Album Breakaway auf (1975).
- Jazzsängerin Jane Monheit nahm eine vielbeachtete englische Version auf.
- Die japanische Gruppe Cibo Matto nahm das Lied auf Portugiesisch für ihre EP Super Relax (1997) auf.
- Al Jarreau nahm das Lied für das Album A Twist of Jobim (1997) auf.
- Holly Cole nahm das Lied für das Album Holly Cole (2007) auf.
- Sérgio Mendes & Brasil '77 nahmen das Lied für das Album Vintage 74 (1974) auf.
- Cassandra Wilson nahm das Lied für das Album Belly of the Sun auf.
- Georges Moustaki nahm 1973 eine Version in Französisch auf, übersetzt mit Unterstützung durch Jobim: Les Eaux de Mars, Album: Déclaration[2]

### Musikbeispiele
- Elis Regina & Tom Jobim: Águas de Março auf YouTube
- Stan Getz & João Gilberto: Águas de Março auf YouTube